# Tramea loewii
Tramea loewii är en trollsländeart som beskrevs av Brauer 1866. Tramea loewii ingår i släktet Tramea och familjen segeltrollsländor. Inga underarter finns listade i Catalogue of Life.

## Bildgalleri

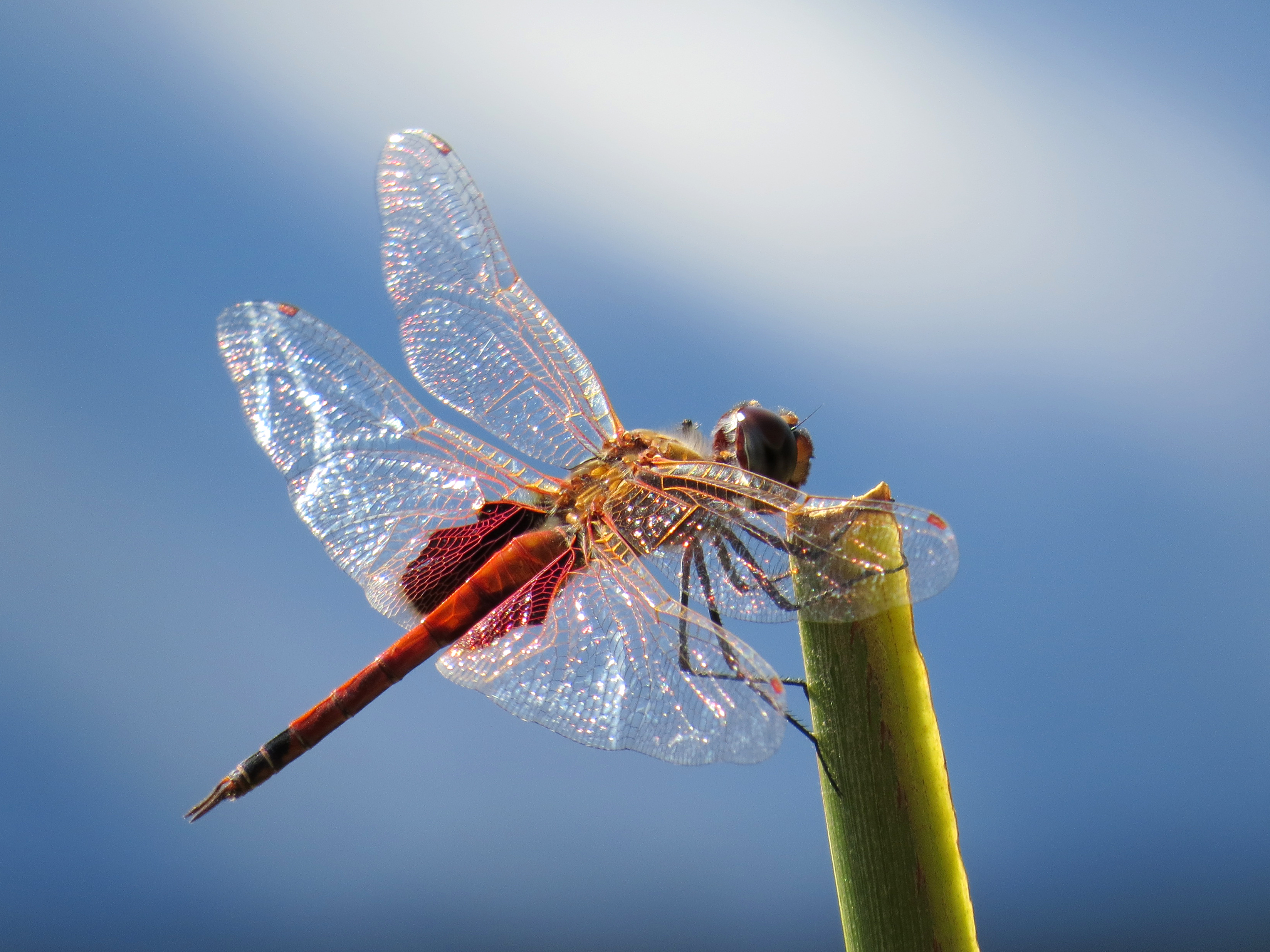